# Grècia asiàtica
La Grècia asiàtica és el nom que rep la zona litoral de l'oest de l'Àsia Menor, que si bé actualment pertany a l'estat turc, en l'antiguitat era predominantment hel·lènica.
De nord a sud es dividia en Eòlia, Jònia i Dòria, d'acord amb els dialectes que s'hi parlaven. Al nord d'Eòlia hi havia la Tròada, la comarca de Troia, amb el Mont Ida. A Eòlia destacaven ciutats com Cime, Pitane, Mirina, Grinea, Nòtion o Larisa Fricònida. Esmirna, per la seva banda, era a la frontera amb Jònia; inicialment formava part de la lliga eòlica, però el segle vii aC passà a ser part de la lliga jònica. Eren eòlies, d'altra banda, les illes de Lesbos (capital, Mitilene) i Tènedos.
La costa central o Jònia va albergar veritables potències gregues com Focea, Efes i Milet. Allà hi havia Clazòmenes, Teos, Magnèsia del Sipilos i Colofó. Entre Efes i Milet hi corre el riu Meandre. Eren jònies les grans illes de Quios, Samos i Icària.
Els doris, per la seva banda, van ocupar el litoral sud, amb Halicarnàs i Cnidos, i les seves illes adjacents, entre les quals destaca la gran illa de Rodes.

## Nota
1. ↑  Robin Osborne. La Grecia clásica: 500-323 a. C..  Editorial Critica, 1 febrer 2002, p. 243–. ISBN 9788484323099 [Consulta: 1r març 2011].
2. ↑  Erich Kahler. The Jews among the nations.  Transaction Publishers, 1967, p. 33–. ISBN 9780887382475 [Consulta: 1r març 2011].